# Phyllodesmium rudmani
Phyllodesmium rudmani is een slakkensoort uit de familie van de Facelinidae. De wetenschappelijke naam van de soort is voor het eerst geldig gepubliceerd in 2006 door Burghardt & Gosliner.